# إروين نايك
إروين نايك (بالبولندية: Erwin Nyc)‏ مواليد 24 مايو 1914 في بولندا - الوفاة 1 مايو 1988، هو لاعب كرة قدم بولندي سابق، كان يلعب في مركز الوسط. سبق له أن لعب في كأس العالم لكرة القدم مع منتخب بلاده في مونديال عام 1938.

## روابط خارجية
- إروين نايك على موقع الاتحاد الدولي (مؤرشف)  (الإنجليزية)
- إروين نايك على موقع قاعدة بيانات كرة القدم.إي يو (الإنجليزية)
- إروين نايك على موقع Soccerway.com (الإنجليزية)
- إروين نايك على موقع عالم كرة القدم.نت (الإنجليزية)